# Euryproctus annulatipes
Euryproctus annulatipes är en stekelart som först beskrevs av Léon Abel Provancher 1886.  Euryproctus annulatipes ingår i släktet Euryproctus och familjen brokparasitsteklar. Inga underarter finns listade i Catalogue of Life.